# Jardin Aigue-Flore
Le jardin Aigue-Flore est situé dans la commune de La Falaise dans les Yvelines (arrondissement de Mantes-la-Jolie). Limitrophe d'Épône, La Falaise se trouve à 45 km à l'ouest de Paris environ sur les bords de la Mauldre.
Ce jardin comporte une succession de bassins alimentés en eau vive est situé dans la résidence Aigue-Flore, qui est, depuis 1991, le siège de la mairie.
Il fut aménagé au XVIIIe siècle par Urbain Aubert, marquis de Tourny et seigneur de la Falaise, pour son fils Louis-Urbain-Aubert de Tourny qui fut intendant de Guyenne et connu pour avoir embelli la ville de Bordeaux.